# 飞云江五桥
飞云江五桥是中国浙江温州瑞安市跨过飞云江的一座桥梁，承载江南大道，北接瑞枫公路，是瑞安市区通向温福铁路瑞安站的快速通道。